# Cerrione
Cerrione (piemontiul: Cerion vagy Serion) település Olaszországban, Piemont régióban, Biella megyében. Lakosainak száma 2763 fő (2023. január 1.). Cerrione Magnano, Roppolo, Salussola, Sandigliano, Verrone, Zimone, Zubiena és Borriana községekkel határos.

## Népesség
A település lakossága az elmúlt években az alábbi módon változott:
| Lakosok száma | 2897 | 2894 | 2763 |
|               | 2017 | 2018 | 2023 |